# Hambros Allé
Hambros Allé er en bred træbeplantet villavej i forstaden Hellerup. Vejen har sit forløb mellem Strandvejen og Øresund og er anlagt umiddelbart over for landstedet Øregaard og Øregårdsparken, som er point de vue set fra alleen. Vejen er opkaldt efter bankier Joseph Hambro, som ejede Øregaard 1832-1843, og fik sit navn i 1903. Vejen er bredere end de øvrige villaveje udstykket fra Øregaard, eftersom den daværende ejer, grosserer Detlef Ohlsen, ønskede at bevare havudsigten fra sit landsted.
Hambros Allé er kendt som den villavej i Danmark med de dyreste enfamiliehuse. Flere kendte personer bebor og har beboet boligerne på vejen:
- Nr. 4: Opført 1904 (vinduer ikke oprindelige). Huset blev købt 2008 af Caroline Fleming, der erhvervede det for 26,5 mio. kr. I 2011 sat til salg udbudt til 25 mio. kr.
- Nr. 5: Opført 1900. Tidligere ejet af fhv. adm. direktør for DSV Kurt Larsen og før ham ejet af redaktør Lauritz Justnielsen.
- Nr. 7: Opført 1902. Tidligere ejet af professor ved Landbohøjskolen Kristian Rørdam. I dag ejet af advokat og partner i Plesner, Christian Kjølbye.
- Nr. 8: Tidligere ejere var bl.a. direktør i den britiske afdeling af Det Store Nordiske Telegrafselskab, Olaf E. Nielsen og advokat Per Schmidt.
- Nr. 9: En tidligere beboer var Jacob Raun, direktør for Vacuum Oil Company.
- Nr. 11: En tidligere ejer var grosserer Holger Jensen.
- Nr. 11A: Blandt de tidligere ejere var direktørerne for Landmandsbanken Herluf Sørensen og Svend O. Sørensen (der ikke var i familie med hinanden).
- Nr. 11C: Ejes af Henrik Frisch, tidligere koncernchef i Toms Gruppen.
- Nr. 12: Tidligere ejet af skibsreder A. P. Møller i perioden 1916-1925.[1]
- Nr. 14: Villa opført 1908 for baron og forfatter Palle Rosenkrantz ved arkitekt H.C. Andersen. Senere ejet af kirurg Erik Bandier. Ejes nu af Henrik Wessmann Jensen, direktør i Oskar Jensen.
- Nr. 15: En tidligere ejer var kommandør i Søværnet Kai Hammerich og frue Valborg Hammerich. En anden ejer var direktør H. Back.
- Nr. 17: Tidligere beboet af Carla Meyer, formand for De Danske Husmoderforeninger.
- Nr. 18: En tidligere ejer var fabrikant Svend Westergaard.
- Nr. 19: Ejes af Per Gullestrup, administrerende direktør og medejer af Clipper Group.
- Nr. 20: Villa fra 1923 tegnet af Tyge Hvass. Tidligere ejet af overlæge Aage Grut. Senere ejet af komponist Bent Fabricius-Bjerre. Bent er nu bosiddende på den tilstødende Jacobsens Allé.
- Nr. 21: Tidligere ejet af overretssagfører Hans Madsen.
- Nr. 23: Ejes af  ASA Film, der er kendt for Far til Fire filmene[2], samt af Jesper Jarlbæk (se nr. 30 nedenfor).
- Nr. 28: Halvt ejet og beboet af tidl. rektor for Copenhagen Business School, Finn Junge-Jensen. Halvt ejet af Alexis Gutierrez. Tidligere beboere var komponist Otto Mortensen og justitsminister Eigil Thune Jacobsen. Designer, Mette Hornsleth og tidl. Professor Allan Hornsleth
- Nr. 30: Villa fra 1919 af Axel Preisler og Einar Ambt. Ejes af tidligere koncerndirektør i revisorfirmaet Deloitte, Jesper Jarlbæk. Direktør Adolf C. Dawids var en endnu tidligere ejer.
- Nr. 32: Villa i nybarok for konsul Niels Høy fra 1915 af Louis Jeppesen, nu totalt ombygget. Huset er pt. Danmarks dyreste hus, på 428 kvm., idet det i 2008 blev købt af tidligere bokser Hans Henrik Palm for 75 mio. kr. Huset har også været beboet af parret Erik Damgaard og Anni Fønsby. En tidligere ejer var fabrikant C.C. Thomsen, der blev danmarksmester i golf 1942.